# Караулбазарский район
Караулбазарский район (тума́н; узб. Qorovulbozor tumani / Қоровулбозор тумани) — район в Бухарской области Узбекистана. Административный центр — город Караулбазар. Район был образован в 1993 году.
В районе расположены два архитектурных памятника культурного наследия Узбекистана: Караулбазар-сардоба и Бузачи-сардоб.

## Административно-территориальное деление
По состоянию на 1 января 2011 года, в состав района входят:
- Город районного подчинения

1. Караулбазар.

- 3 сельских схода граждан:

1. Бузачи,
2. Жаркок,
3. Навбахор.